# Эльбские замки
Эльбские замки (нем. Elbschlösser) — три известных замка, расположенных на возвышении на правом берегу Эльбы в Дрездене в районе Лошвиц, примерно в трёх километрах от центра города: Альбрехтсберг, Лингнера и Экберг (нем. Schloss Eckberg).
Вопреки названию «замки» никогда не служили оборонительными сооружениями и были построены в середине XIX века. К ним прилегают английского стиля парки и террасы, спускающиеся к Эльбе и частично используемые под виноградники. Проектированием и сооружением замков руководил прусский архитектор Адольф Лозе, а также ученик Готфрида Земпера Кристиан Арнольд. Два замка, Альбрехтсберг и Лингнера, были построены по заказу прусского принца Альбрехта. По этой причине иногда они называются также «замками Альбрехта». За последние сто лет владельцы замков и способ их использования многократно менялись. В последние годы они используются как отели, рестораны, выставочные центры. В замке Лингнера в 2007—2009 годах располагалось Бюро ЮНЕСКО, работавшее по проекту «Всемирное наследие». Парки замков всегда открыты для свободного посещения и являются любимым местом отдыха как жителей Дрездена, так и туристов.

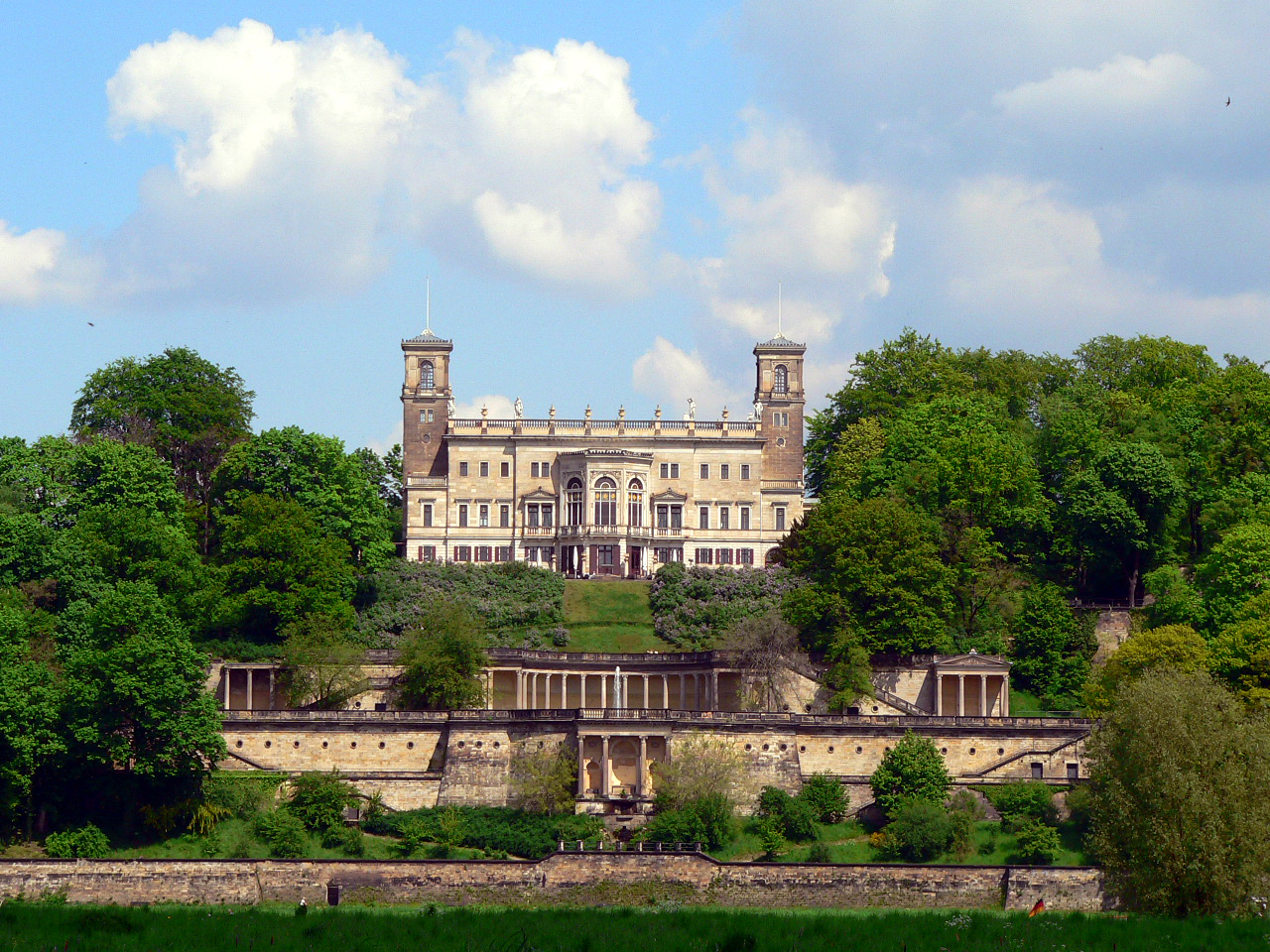
Замок Альбрехтсберг
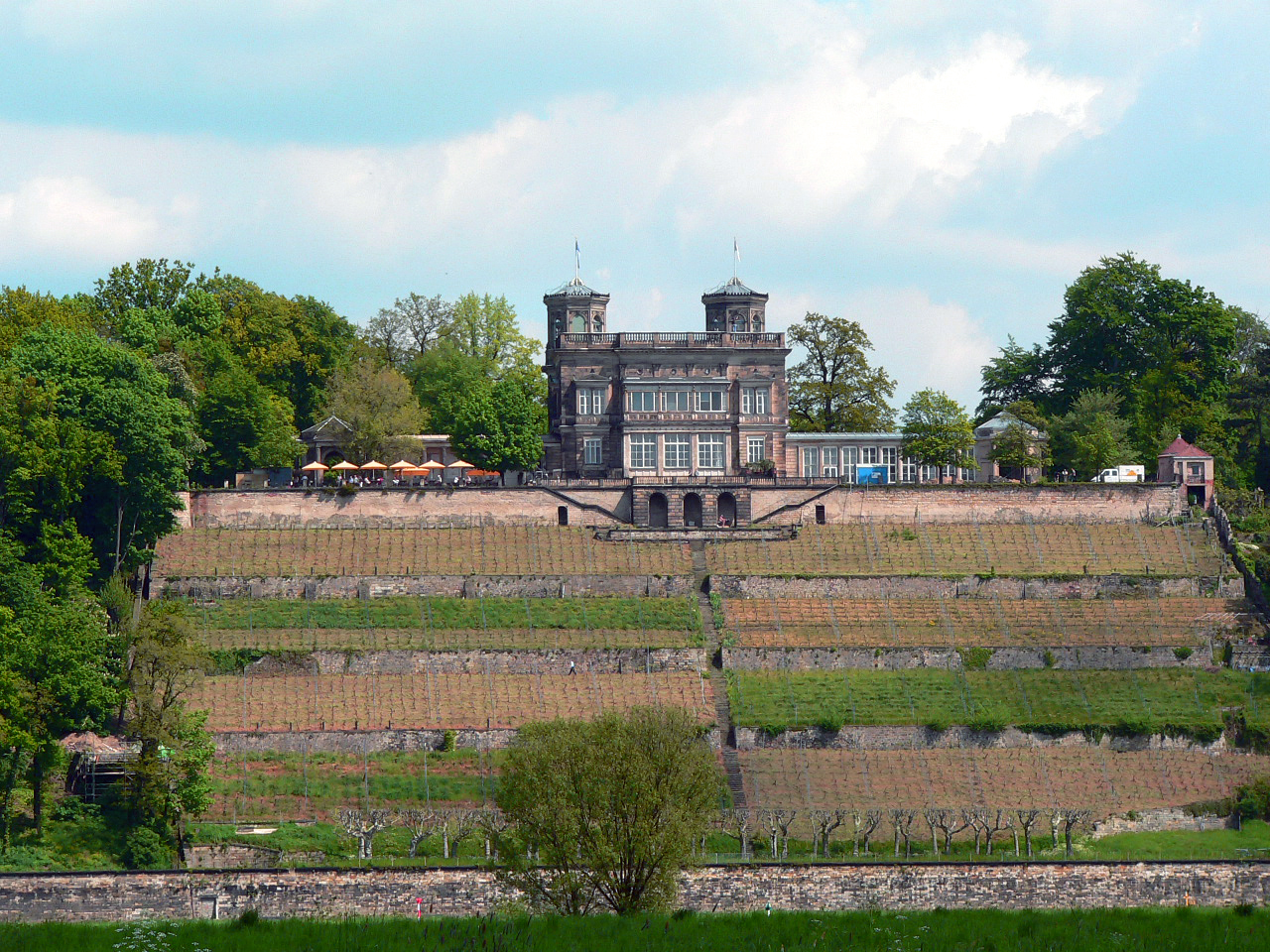
Замок Лингнера
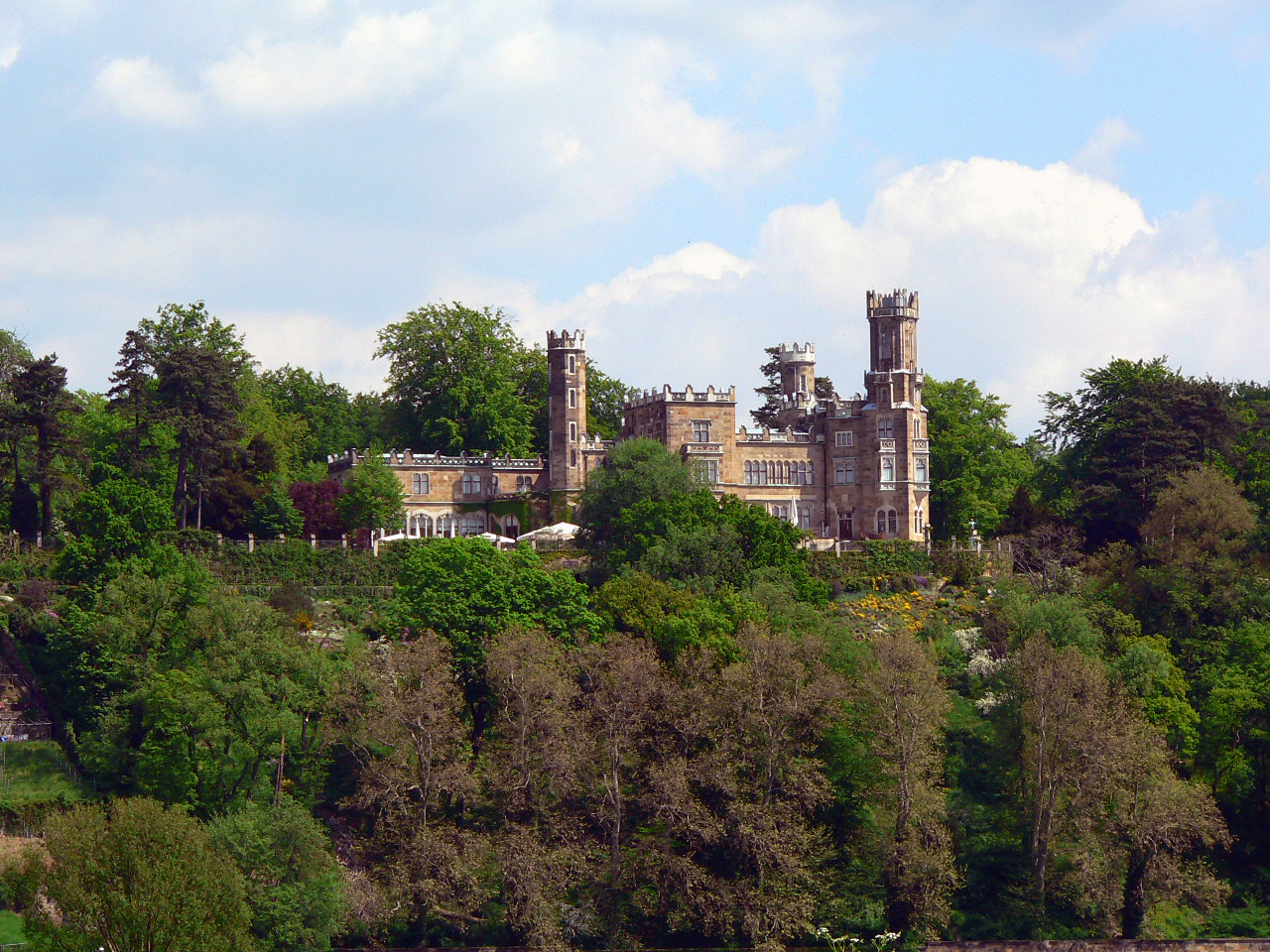
Замок Экберг